# When Betty Bets
When Betty Bets è un cortometraggio muto del 1917. Il nome del regista non viene riportato. La protagonista (e produttrice) del film, Marie Cahill, era una famosa cantante di vaudeville dei palcoscenici di Broadway.

## Produzione
Il film fu prodotto dalla Cahill Productions.

## Distribuzione
Distribuito dalla Mutual Film, il film uscì nelle sale cinematografiche USA il 14 maggio 1917.